# Pedagogika specjalna
Pedagogika specjalna – dział pedagogiki, którego podstawowym obiektem zainteresowania jest człowiek wymagający wsparcia i pomocy w przekraczaniu różnorakich trudności, utrudniających mu rozwój i funkcjonowanie społeczne. Zajmuje się osobami w każdym wieku, starając się odpowiadać na ich szczególne potrzeby: rozwojowe w wieku niemowlęcym, edukacyjne i wychowawcze w wieku przedszkolnym, szkolnym oraz dorastania, a także socjalizacyjne i zawodowe w wieku dojrzałym.
Podstawowym zadaniem pedagogiki specjalnej jest stworzenie podstaw teoretycznych i metodycznych dla procesów rewalidacji (czyli usprawniania, kompensacji i korektury pedagogicznej w procesie dydaktyczno-wychowawczym) oraz resocjalizacji. Oprócz osób niepełnosprawnych pedagogika specjalna zajmuje się też ludźmi wybitnie zdolnymi.
Główne działy pedagogiki specjalnej to:
- pedagogika rewalidacyjna, rehabilitacyjna, np. oligofrenopedagogika, surdopedagogika, tyflopedagogika,
- pedagogika lecznicza lub inaczej pedagogika terapeutyczna,
- pedagogika zdolnych i uzdolnionych,
- pedagogika korekcyjna,
- pedagogika resocjalizacyjna.

## Tożsamość pojęciowa
Rozwój pedagogiki specjalnej w okresie ostatnich stu lat spowodował odejście od pierwotnych założeń, według których winna ona zajmować się przede wszystkim nauczaniem i wychowaniem jednostek niepełnosprawnych. Na zaistnienie takiej sytuacji wpływ miał szereg czynników, przede wszystkim jednak rozwój nurtu aksjologicznego zapoczątkowany przez Marię Grzegorzewską. Według jej poglądów należy zawsze dostrzegać w człowieku „coś pozytywnego”, a humanistyczny stosunek do życia powinien stanowić podstawy porządku moralno-prawnego.
Ze względu na złożoność obszarów objętych bezpośrednim zainteresowaniem pedagogiki specjalnej spotyka się w literaturze także inne terminy, mające określać ten sam lub podobny zakres tej dziedziny naukowej. Najczęściej spotykane to:
- pedagogika rewalidacyjna,
- defektologia,
- deksiopedagogika,
- ortopedagogika,
- pedagogika terapeutyczna,
- terapia pedagogiczna.

## Historia

### Państwowy Instytut Pedagogiki Specjalnej
Na przełomie 1919 i 1920 r., dzięki staraniom Marii Grzegorzewskiej, Ministerstwo Zdrowia Publicznego uruchomiło w Warszawie roczny kurs seminaryjny dla nauczycieli dzieci upośledzonych umysłowo. W 1921 r. powstała pierwsza uczelnia, Państwowe Seminarium Pedagogiki Specjalnej, którego późniejsza działalność wyznaczyła na wiele lat kierunki prac teoretycznych i praktycznych dla nowo ukształtowanej dziedziny naukowej, jaką była pedagogika specjalna. Seminarium, wraz z Państwowym Instytutem Fonetycznym stanowiły fundament utworzonego w 1922 r. Państwowego Instytutu Pedagogiki Specjalnej.
Działalność PIPS w tamtych latach była nierozerwalnie związana z osobą Marii Grzegorzewskiej. Pod jej kierunkiem Instytut opracował wiele nowatorskich metod rozpoznawania i diagnozowania potrzeb osób niepełnosprawnych, form i metod ich nauczania oraz wychowania, a także wiele strategii współpracy z rodzinami niepełnosprawnych. Do najbardziej znanych, po dziś dzień stosowanych form, wypracowanych przez PIPS należy metoda tzw. „ośrodków pracy” – oparta na systemie „ośrodków zainteresowań”, które zostały opracowane na początku XX wieku przez belgijskiego lekarza i pedagoga Ovide Decroly’ego.
Maria Grzegorzewska uczestniczyła w większości działań na rzecz rozwoju pedagogiki specjalnej w Polsce i na świecie. Skoncentrowała wokół siebie wielu wybitnych praktyków i teoretyków tej dziedziny, m.in. M. Stefanowską, J. Joteyko, J. Hellmanna, J. Korczaka, W. Łuniewskiego, T. Mayznera, M. Wawrzynowskiego, H. Rylla, N. Han-Ilgiewicz, J. Doroszewską.

### Edukacja i wychowanie osób niepełnosprawnych w latach 1896–1921
Przed utworzeniem PIPS można było zaobserwować wyraźne działania na rzecz edukacji i wychowania jednostek niepełnosprawnych, chociaż nie używano powszechnie nazwy „pedagogika specjalna”. Do najważniejszych wydarzeń, mających niebagatelne znaczenie dla późniejszego jej rozwoju należy zaliczyć:
- w okresie zaborów[7]
  - 1896 – powstanie szkoły dla lekko upośledzonych umysłowo w Poznaniu;
  - 1907 – uruchomienie placówki dla upośledzonych umysłowo przez magistrat warszawski;
  - 1907 – powstanie z inicjatywy m.in. Jana Władysława Dawida i Anieli Szycówny Polskiego Towarzystwa Badań nad Dziećmi;
  - 1912 – utworzenie w Krakowie „zakładu dla dzieci z odchyleniami w rozwoju umysłowym” przez prof. Jana Piltza.
- W okresie powojennym:
  - 7 lutego 1919 r. – wprowadzenie „Dekretu o obowiązku szkolnym” obejmującym także dzieci upośledzone umysłowo, jeżeli w danej miejscowości znajduje się zakład kształcenia specjalnego;
  - kwiecień 1919 r. – Ogólnopolski Zjazd Nauczycielski, na którym liczni referenci zajęli się problemem edukacji i wychowania osób niepełnosprawnych;
  - 17 marca 1921 r. – wejście w życie konstytucji marcowej, która w artykułach 102, 103, 118, 119, 120 chroniła prawa do opieki i ochrony także dzieci niepełnosprawnych.

Niezwykle ważną dla rozwoju pedagogiki specjalnej rolę, w okresie I wojny światowej odegrała Józefa Joteyko, która podczas swojego pobytu we Francji utworzyła pierwsze projekty organizacji kompleksowego systemu wychowania i kształcenia dzieci niepełnosprawnych w wolnej Polsce.

### Pedagogika specjalna – rozwój w latach 1921–1939
1 czerwca 1924 r. pod przewodnictwem Marii Grzegorzewskiej przy Związku Nauczycielstwa Polskiego powstała Sekcja Szkolnictwa Specjalnego, do jej głównych zadań należało:
- teoretyczne pogłębianie wiedzy nauczycieli z zakresu pedagogiki specjalnej i ukazywanie potrzeb opiekuńczych dzieci upośledzonych;
- doskonalenie metod nauczania i wychowania dzieci upośledzonych;
- opieka nad materialnymi i prawnymi potrzebami nauczycieli szkół specjalnych.

W grudniu 1924 wydany został pierwszy numer czasopisma „Pedagogika Specjalna”, wydawanego po dziś dzień przez Akademię Pedagogiki Specjalnej.
Pomimo intensywnej działalności PIPS i osób zaangażowanych w rozwój pedagogiki specjalnej jako nauki, przełożenie ich pracy na liczbę placówek kształcenia specjalnego w Polsce okresu międzywojennego było niewystarczające. W grudniu 1925 r. odbył się I Polski Zjazd Nauczycielstwa Szkół Specjalnych. Uczestnicy domagali się opracowania ustawy o systemie kształcenia specjalnego oraz przygotowania programu rozwoju sieci szkół specjalnych. Niemal 10 lat później, podczas II Zjazdu Nauczycielstwa Szkół Specjalnych, w 1934 r. odniesiono się bardzo krytycznie do osiągnięć tego dziesięciolecia. Stwierdzono, że istniejąca sieć placówek specjalnych zaspokajała jedynie 12% faktycznych potrzeb społecznych w tym zakresie. Do końca okresu międzywojennego nie udało się rozwiązać systemowo problemu edukacji i wychowania osób niepełnosprawnych, mimo tego jednak był to okres niezwykle ważny dla rozwoju powojennej pedagogiki. Dzięki działalności naukowej PIPS udało się m.in.:
- wystandaryzować zachodnie narzędzia do diagnostyki procesów poznawczych (testów Bineta i Simona oraz Termana);
- opracować standardy postępowania diagnostycznego dla osób niepełnosprawnych;
- założyć Poradnię Pedagogiki Leczniczej, w której współpracowali ze sobą pedagodzy, psycholodzy, pracownicy socjalni i ochrony zdrowia;
- opracować, pod kierunkiem Michała Wawrzynowskiego, pierwszego w Polsce programu kształcenia specjalnego dzieci upośledzonych umysłowo.

W tym okresie Maria Grzegorzewska sformułowała pierwsze jasne cele i zadania pedagogiki specjalnej, wśród których wyróżniła:
- cel humanitarny, polegający na udzielaniu jednostce upośledzonej pomocy w realizacji jej zadań życiowych, a także na wskazaniu społeczeństwu prawa każdej jednostki upośledzonej do uczestnictwa w życiu społecznym w ramach posiadanych sił i możliwości;
- cel funkcjonalny, którym jest optymalny rozwój jednostki, wzmocnienie jej sił fizycznych i psychicznych oraz kompensacja braków;
- cel społeczny, polegający na włączeniu jednostek do społeczeństwa i przezwyciężaniu – w miarę możliwości – izolacji, która zagraża jednostkom z zahamowaniami i zaburzeniami;
- cel ekonomiczny (utylitarny), tzn. przygotowanie upośledzonych do pracy zawodowej i przez to odciążenie społeczeństwa od świadczeń na rzecz opieki nad upośledzonymi.

### Pedagogika specjalna w okresie II wojny światowej[9]
Polityka hitlerowska Niemiec, wykorzystując hasła eugeniki, siała nienawiść do osób niepełnosprawnych. Na wszystkich terenach okupowanych przez hitlerowskie Niemcy, nastąpił zdecydowany regres w pedagogice specjalnej i działalności opiekuńczo-wychowawczej. Zlikwidowano szkoły specjalne, zamykano szpitale psychiatryczne, wstrzymywano prace naukowo-badawcze związane z rozwojem pedagogiki specjalnej.
Jedną z form czynnego przeciwstawiania się hitlerowskiemu okupantowi stał się w Polsce lat 1939–1945 rozbudowany system tajnego nauczania. Większość pedagogów specjalnych w tym okresie poświęciło się tajnemu nauczaniu dzieci pełnosprawnych. Działania na rzecz upośledzonych były w tym czasie w dużej mierze, działaniami opiekuńczymi, chroniącymi życie, zapewniającymi posiłek czy schronienie. Maria Grzegorzewska w okresie od 1 listopada 1939 do 1 sierpnia 1944 zajmowała się także tajnym nauczaniem dzieci niepełnosprawnych oraz przez całą okupację organizuje pomoc dla dzieci dotkniętych skutkami wojny.
Ludobójstwo i trudne warunki życia podczas wojny spowodowały utratę wielu nauczycieli i wychowawców. Prace na rzecz przetrwania szkół i zakładów dla niepełnosprawnych podejmowane w tak trudnych warunkach, pełnych okrucieństwa, codziennych dramatów i pogardy dla człowieka, miały szczególny wymiar moralny – stanowiły szczególną obronę podstawowych zasad etycznych i moralnych.

### Pedagogika specjalna w latach powojennych
Po II wojnie światowej stopniowo temat kształcenia osób niepełnosprawnych powraca w obszar zainteresowania naukowców i praktyków. Rozwijają się ponownie prace naukowe, prowadzone są intensywne badania, niemal we wszystkich krajach powstają czasopisma specjalistyczne i nowe placówki dla osób niepełnosprawnych.
Początkowo szkolnictwo specjalne rozwijało się bardzo powoli, co wynikało z ogólnego wyniszczenia kraju oraz zubożenia kadr – wielu specjalistów zginęło podczas wojny. Z 63 placówek istniejących w 1939 r., po wojnie pozostało 14. Jednak już w latach 1945–1955 nastąpił ich trzykrotny przyrost.
Absolutna nowością w okresie powojennym było wprowadzenie do systemu oświaty:
- przedszkoli specjalnych,
- „szkół życia”, czyli placówek edukacyjnych dla osób głębiej niepełnosprawnych intelektualnie.

Ich rozwój na przestrzeni lat postępował bardzo dynamicznie, wciąż jednak nie zaspokajał faktycznych potrzeb społecznych w tym zakresie. W roku 1995 istniało w Polsce ponad 100 „Szkół życia” i 31 przedszkoli specjalnych.
Rokiem przełomowym dla pedagogiki specjalnej w Polsce był rok 1970, kiedy to PIPS został przekształcony w wyższą szkołę zawodową. Dzięki temu już w 1975 r. dyplomy otrzymali pierwsi magistrowie pedagogiki specjalnej. W latach osiemdziesiątych XX w. w Wyższej Szkole Pedagogiki Specjalnej im. M. Grzegorzewskiej, bo taką nazwę przyjął przekształcony PIPS, oraz w niektórych uniwersytetach i wyższych szkołach pedagogicznych uruchomiono studia podyplomowe z pedagogiki specjalnej.
Pod koniec XX w. pedagogika specjalna była jednym z 92 kierunków studiów ustanowionych przez Radę Główną Szkolnictwa Wyższego. Dnia 1 września 2000 r. WSPS została przekształcona w Akademię Pedagogiki Specjalnej.
Inne uczelnie realizujące nauczanie na kierunkach pedagogika specjalna:
- Uniwersytet im. Adama Mickiewicza w Poznaniu – na Wydziale Studiów Edukacyjnych, studia magisterskie
- Uniwersytet Mikołaja Kopernika w Toruniu – na Wydziale Humanistycznym, studia zawodowe
- Wyższa Szkoła Pedagogiczna w Łodzi – studia zawodowe
- Uniwersytet Marii Skłodowskiej Curie w Lublinie – na Wydziale Pedagogiki i Psychologii, studia magisterskie
- Dolnośląska Szkoła Wyższa we Wrocławiu – na Wydziale Nauk Pedagogicznych, studia magisterskie
- Uniwersytet Komisji Edukacji Narodowej w Krakowie (UKEN) – na Wydziale Pedagogicznym, studia zawodowe
- Uniwersytet Warmińsko-Mazurski w Olsztynie – na Wydziale Nauk Społecznych i Sztuki, studia zawodowe
- Uniwersytet Gdański – na Wydziale Nauk Społecznych, studia licencjackie i magisterskie
- Wyższa Szkoła Edukacji Integracyjnej i Interkulturowej w Poznaniu – studia licencjackie, 9 specjalności.

## Metodologia
Tak jak każda dziedzina nauki, tak i pedagogika specjalna nie mogłaby istnieć bez własnej metodologii. Jako dyscyplina stosunkowo młoda czerpie z różnych źródeł – metodologii nauk społecznych i przyrodniczych.
W pedagogicznych badaniach naukowych wyróżnia się modele:
- empiryczny,
- prakseologiczny,
- hermeneutyczny.

W świetle prowadzonej na świecie debaty wokół modernizmu i postmodernizmu, w metodologii badań pedagogicznych dostrzec można istotne trendy prowadzące do zmiany paradygmatów i tworzenia nowych orientacji badawczych i struktur wiedzy.
Tradycyjnie, pedagogika specjalna, w swojej warstwie badawczej skłaniała się w kierunku badań nad sposobami oddziaływania na jednostki ze specjalnymi potrzebami edukacyjnymi. Obejmowały takie sfery jak:
- właściwości rozwoju psychofizycznego i społecznego jednostek niepełnosprawnych, wykolejonych i wybitnie zdolnych,
- uwarunkowania efektywności nauczania osób niepełnosprawnych,
- psychospołecznych podstaw rehabilitacji.

Obecnie ważniejsze wydaje się być podążanie w kierunku rozpoznawania podstaw filozoficznych, etycznych i biologicznych pedagogiki specjalnej z uwzględnieniem szczególnych warunków jakie stwarzają warunki globalizacji. Na tym tle wyłaniają się nowe cele prac badawczych w pedagogice:
- opis i wyjaśnianie zmian w jednostce z punktu widzenia czynników głównych i ubocznych;
- przedopis i projekcja skutecznych sposobów dokonywania zmian z punktu widzenia działań o określonej treści i warunków w jakich działania te są podejmowane;
- interpretacja i wartościowanie zmian w jednostce z punktu widzenia kategorii form symbolicznych i kontekstu kulturowego, w którym kategorie form symbolicznych nabierają określonego sensu.